# Лантер, Мэтт
Мэ́ттью Макке́ндри (Мэтт) Ла́нтер (англ. Matthew Mackendree "Matt" Lanter, род. 1 апреля 1983, Массиллон, Огайо) — американский актёр, фотомодель.

## Юность
Лантер родился в Массилоне в Огайо, в семье Джозефа «Джо» Лантера и Джены «Джен» Бёрсон. Со стороны матери имеет польское происхождение, со стороны отца — австрийское, шотландское, английское и немецкое. У актёра также есть сестра по имени Кара Дэй, работающая учительницей в Северной Каролине. Его семья переехала в Атланту, штат Джорджия в 1991 году, когда мальчику было 8 лет. Когда он учился в старших классах «Collins Hill» его родители развелись. Актёр окончил школу в 2001 году. Увлекался бейсболом, футболом, баскетболом, гимнастикой и гольфом — был отбивающим команды «Atlanta Braves». Поступил в Университет Джорджии, изучая основы ведения спортивного бизнеса, однако вскоре увлёкся кино и теле-индустрией и начал изучать актёрское ремесло. Вскоре он переезжает в Лос-Анджелес, бросив университет, где некоторое время проработал моделью.

## Карьера

### Ранняя карьера
В 2004 году участвовал в реалити-шоу канала «Bravo» под названием «Охота на мужчин: Поиски самой красивой модели-мужчины Америки», однако не занял первого места — из двадцати участников Мэтт вылетел из шоу тринадцатым.
Через несколько недель после переезда в Калифорнию, Лантер получает роль Ника в мистической молодёжной драме «Пойнт Плезант». Актёр исполнил одну из главных ролей в первом и единственном сезоне. После этого он появился в шоу «Анатомия страсти», «8 простых правил для друга моей дочери-подростка», «Большая любовь» и «Герои».
В апреле 2005 года получил роль в политической драме канала «ABC», «Женщина-президент» с Джиной Дэвис и Дональдом Сазерлендом в главных ролях — сериал хорошо стартовал 27 сентября 2005 года, но был закрыт из-за низких рейтингов 14 июня 2006 года.

### «Звёздные войны»
В декабре 2006 получил роль Энакина Скайоукера в мультфильме компании «Warner Bros.» — «Звёздные войны: Войны клонов». Фильм вышел в прокат 15 августа 2008 года и получил в основном, негативные отзывы, но собрал большую кассу — $69 182 844. Также озвучил Энакина в спин-офф-сериале «Звёздные войны: Войны клонов», премьера которого состоялась на канале Cartoon Network 3 октября 2008. Также озвучил персонажа в нескольких компьютерных играх серии. Четвёртый сезон шоу стартовал в сентябре 2011 года, пятый — 29 сентября 2012. На премьере сериала в «Orlando Fl» во время мероприятия «Celebration VI» 24 августа 2012 актёр появился вместе с коллегами — Сэмом Уитвером, Джеймсом Арнольдом Тейлором, Бредли Бейкером и Эшли Экштейн, а также вместе с Дэйвом Филони.

### «90210: Новое поколение»
В 2009 году, в середине первого сезона нового шоу «90210: Новое поколение» канала The CW, Мэтт получил роль Лиама Курта, проблемного подростка, который становится любовным интересом для Наоми Кларк. Однако из-за интриг её сестры, юноша становится камнем преткновения в дружбе Наоми и Энни Уилсон. Во втором сезоне актёр вошёл в основной состав сериала, где снимался до 8 октября 2012 года т.к сериал был закрыт.

### Другие проекты
В 2008 году сыграл главную роль Зака Конроя в телевизионной мелодраме «Золотой лёд 3: В погоне за мечтой» вместе с актрисой Францией Альмендарез. В феврале 2008 стало известно, что Лантер сыграет центрального персонажа по имени Уилл в пародийной комедии студии «Lionsgate» — «Нереальный блокбастер», сценарий для которой написали Джейсон Фридберг и Аарон Зельцер, ранее работавшим над картинами «Очень эпическое кино» и «Знакомство со спартанцами» — они также стали режиссёрами картины. Другие роли сыграли Ким Кардашян, Ванесса Миннилло и Кармен Электра. Картина вышла в прокат 29 августа 2008 года и была сильно раскритиковано, собрав 34 млн долларов, а также заслужив 6 номинаций на антипремию «Золотая малина», вручаемую в 29-й раз.
В октябре 2008 года стало известно, что Мэтт сыграет в ремейке слешера 1983 года — в фильме «Крик в общаге» компании «Summit Entertainment». Главные роли исполнили Брайана Эвиган, Леа Пайпс и Румер Уиллис. Премьера состоялась 11 сентября 2009 года. В марте 2010 актёр вновь снялся в пародийной комедии Фридберга и Зельцера — «Вампирский засос» студии «20th Century Fox». Он сыграл Эдварда Саллена, пародию на Эдварда Каллена из вампирской саги «Сумерки». В прокат картина вышла 18 августа 2010.
В мае 2009 года стало известно, что Лантер получил роль Джейсона Веббера в триллере «Соседка по комнате» вместе с Минкой Келли и Лейтон Мистер — съёмки начались в 2009 году. Планировалось, что картина выйдет в прокат в октябре 2010 года, но премьера была передвинута на 17 сентября 2010 года. Как бы там ни было, в итоге фильм вышел лишь 4 февраля 2011 года. Кроме того, актёр снимается в фильмах «Окружённые ложью» и «Возможны осадки». Также актёр озвучил Гарри Озборна и Флеша Томпсона в мультсериала «Совершенный Человек-паук», премьера которого состоялась 1 апреля 2012 года. Кроме того, Лантер озвучил Следа в мультфильме «Феи: Тайна зимнего леса», премьера которого состоялась в октябре 2012 года.

## Личная жизнь
- Жена — Анджела Стейси (с 14 июня 2013)[5][6]
  - Дочь — Маккинли Фэир Лантер (род. 30 декабря 2017)[7]

## Фильмография

### Кино
| Год  | Название на русском          | Название на английском           | Роль                            | Примечания      |
| ---- | ---------------------------- | -------------------------------- | ------------------------------- | --------------- |
| 2004 | Бобби Джонс: Гений удара     | Bobby Jones: Stroke Of Genius    | мальчик с клюшками              |                 |
| 2008 | Военные игры 2: Код смерти   | WarGames: The Dead Code          | Уилл Фармер                     | Direct-to-video |
| 2008 | Звёздные войны: Войны Клонов | Star Wars: The Clone Wars        | Энакин Скайуокер                | озвучивание     |
| 2008 | Нереальный блокбастер        | Disaster Movie                   | Уилл                            |                 |
| 2009 | Крик в общаге                | Sorority Row                     | Кайл Тайсон                     |                 |
| 2010 | Вампирский засос             | Vampires Suck                    | Эдвард Саллен                   |                 |
| 2011 | Фанат                        | Fanboy                           | Бен                             | короткометражка |
| 2011 | Соседка по комнате           | The Roommate                     | Джейсон Уэббер                  |                 |
| 2012 | Феи: Тайна зимнего леса      | Tinker Bell: A Winter Story      | Слэд                            | озвучивание     |
| 2013 | Все люди лгут                | Liars All                        | Майк                            | главная роль    |
| 2016 | Крейсер                      | USS Indianapolis: Men of Courage | главный старшина Брайан Смитуик |                 |
| 2016 | Возможны осадки              | A Chance Of Rain                 | Эрик                            |                 |
| 2017 | Идеальный голос 3            | Pitch Perfect 3                  | Чикаго                          |                 |

### Телевидение
| Год       | Название на русском                                   | Название на английском                          | Роль                                         | Примечания      |
| --------- | ----------------------------------------------------- | ----------------------------------------------- | -------------------------------------------- | --------------- |
| 2005      | 8 простых правил для друга моей дочери-подростка      | 8 Simple Rules                                  | Брендон                                      | 1 эпизод        |
| 2005      | Пойнт Плезант                                         | Point Pleasant                                  | Ник                                          | 3 эпизода       |
| 2006      | Большая любовь                                        | Big Love                                        | Гибсон                                       | 1 эпизод        |
| 2006      | Женщина-президент                                     | Commander In Chief                              | Хорас Кэлловэй                               | 18 эпизодов     |
| 2006      | Герои                                                 | Heroes                                          | Броди Митчум                                 | 5 эпизодов      |
| 2006      | Акула                                                 | Shark                                           | Эдди Линден                                  | 3 эпизода       |
| 2007      | C.S.I.: Место преступления                            | CSI: Crime Scene Investigation                  | Райан Ланско                                 | 1 эпизод        |
| 2007      | Пистолет в руках Джуди                                | Judy’s Got A Gun                                | Айзек Прэнтис                                | ТВ фильм        |
| 2007      | Детектив Монк                                         | Monk                                            | Клэй Бриджес                                 | 1 эпизод        |
| 2007      | Анатомия страсти                                      | Grey’s Anatomy                                  | Адам Сингер                                  | 1 эпизод        |
| 2008      | Золотой лёд 3: В погоне за мечтой                     | The Cutting Edge 3: Chasing The Dream           | Зак Конрой                                   | ТВ фильм        |
| 2008      | Жизнь как приговор                                    | Life                                            | Патрик Бриджер                               | 1 эпизод        |
| 2008      | Дубы                                                  | The Oaks                                        | Майк                                         | пилотный эпизод |
| 2008-2015 | Звёздные войны: Войны клонов                          | Star Wars: The Clone Wars                       | Энакин Скайуокер                             | 96 эпизодов     |
| 2009-2013 | 90210: Новое поколение                                | 90210                                           | Лиам Курт                                    | 98 эпизодов     |
| 2012      | Крайне фруктозное приключение раздражающего апельсина | The High Fructose Adventures Of Annoying Orange | Мэтт                                         | 1 эпизод        |
| 2012      | Скуби-Ду: Мистическая корпорация                      | Scooby-Doo! Mystery Incorporated                | Бэйлор Хотнер                                | 3 эпизода       |
| 2012-2017 | Совершенный Человек-паук                              | Ultimate Spider-Man                             | Флеш Томпсон / Гарри Озборн / Коготь / Веном | 46 эпизодов     |
| 2014      | Несчастные                                            | Star-Crossed                                    | Роман                                        | 13 эпизодов     |
| 2016-2018 | Вне времени                                           | Timeless                                        | Уайатт Логан                                 | 26 эпизодов     |

### Видеоигры
| Год  | Название                                     | Роль             |
| ---- | -------------------------------------------- | ---------------- |
| 2008 | Star Wars: The Clone Wars — Lightsaber Duels | Энакин Скайуокер |
| 2008 | Star Wars: The Clone Wars — Jedi Alliance    | Энакин Скайуокер |
| 2009 | Star Wars: The Clone Wars – Republic Heroes  | Энакин Скайуокер |
| 2011 | Lego Star Wars III: The Clone Wars           | Энакин Скайуокер |
| 2011 | Star Wars: The Old Republic                  | Энакин Скайуокер |